# 캐나다어치

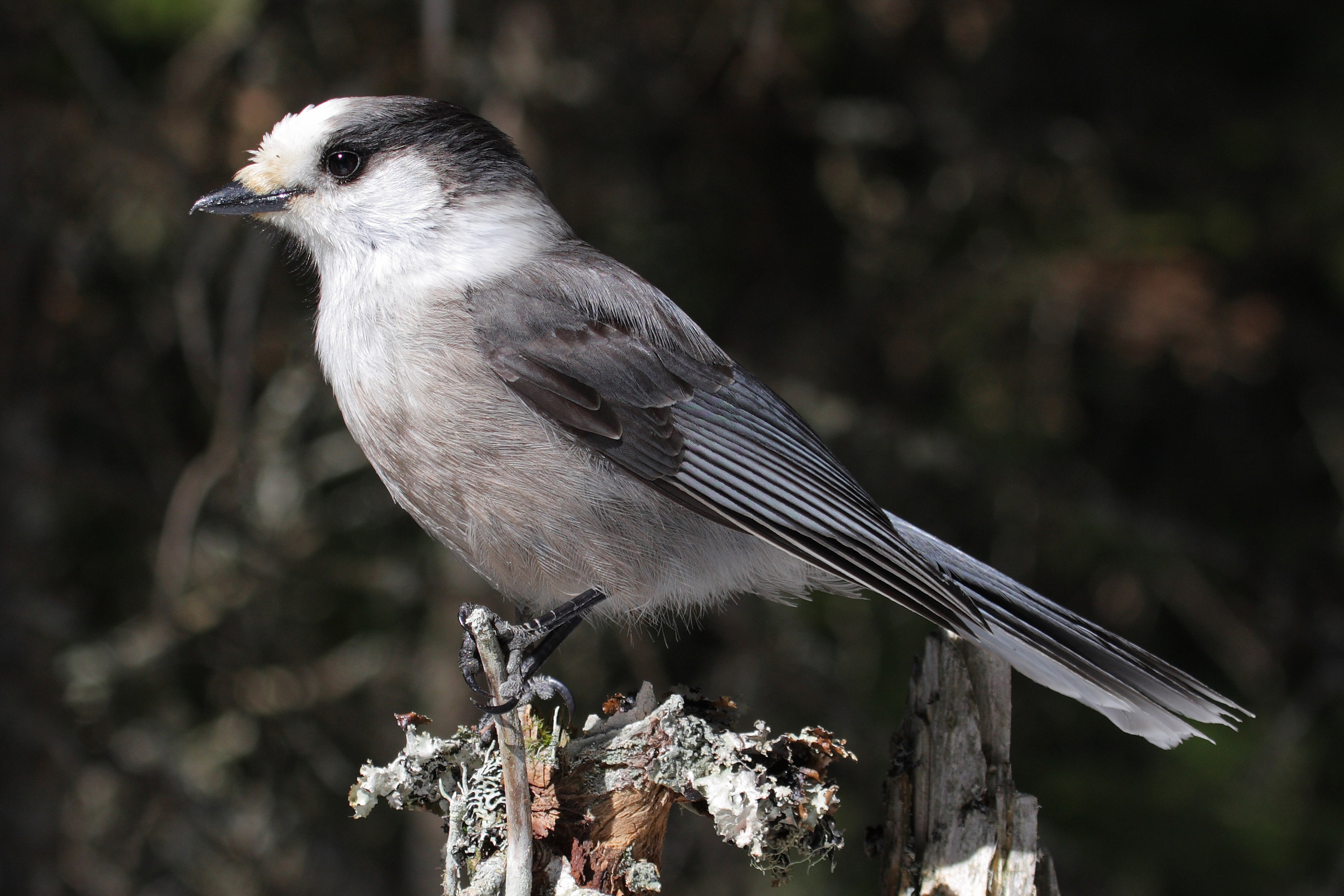

캐나다어치 또는 회색어치(Canada jay, Perisoreus canadensis)는 까마귀과에 속하는 참새목 새이다. 북아메리카의 수목한계선 북쪽 아한대 산림과 뉴멕시코주와 애리조나주 남쪽의 로키산맥 아고산대에서 발견된다. 상당히 큰 명금류인 캐나다어치는 아랫부분이 옅은 회색이고 윗부분은 더 어두운 회색이며 머리는 회백색이고 목덜미는 더 어두운 회색이다. 이 종은 어치로 알려진 다른 새보다 까치속(Cyanopica)과 더 가까운 속인 페리소레우스속(Perisoreus)의 세 종 중 하나이다. 캐나다어치 자체에는 9개의 인정된 아종이 있다.
캐나다어치는 침엽수림의 영구 영토에서 일년 내내 살고 있으며, 겨울철에는 따뜻한 기간에 영토 전체에 저장되어 있는 음식으로 생존한다. 새들은 일부일처제 짝짓기 쌍을 형성하며, 쌍은 이전 시즌의 세 번째 청소년과 함께 자신의 영역에서 동행한다. 캐나다어치는 자신의 영토에서 인간 활동에 적응하고 음식을 얻기 위해 인간에게 접근하는 것으로 알려져 있으며, 이로 인해 "벌목꾼", "캠프 강도", "사슴 매" 등의 구어체 이름이 탄생하게 되었다. 국제 자연 보전 연맹(IUCN)은 캐나다어치를 최소관심종으로 간주하지만 남부 지역의 개체군은 지구 온난화로 인해 부정적인 영향을 받을 수 있다.
이 종은 이름이 Whiskyjack으로 표기된 자비로운 인물인 Wisakedjak을 포함하여 여러 원주민 문화의 신화적 인물과 연관되어 있다. 2016년 캐나디언 지오그래픽(Canadian Geographic) 매거진이 실시한 온라인 여론 조사 및 전문가 패널에서는 캐나다어치를 캐나다의 국조로 선정했지만, 그 명칭이 공식적으로 인정되지는 않는다.